# Una bara per Ringo
Una bara per Ringo (noto anche come Who killed Johnny R.?, Who killed Johnny Ringo e 5000$ fur den kopf von Jonny R.) è un film del 1966 diretto da José Luis Madrid.
Si tratta di un western di produzione tedesco/spagnola

## Trama
Johnny Ringo è un abile pistolero fuorilegge la cui vera fisionomia è però un mistero; lo sceriffo di Tombstone organizza una squadra per ucciderlo, ma lui riesce a salvarsi grazie alla sua amante Bea, uccidendo però durante l'agguato tesogli nel ranch dei Conroy alcuni uomini della squadra; lo sceriffo si rivolge allora a Sam Dobby, ignorando che sia in realtà proprio il fuorilegge che sta cercando.